# Formule van Margules

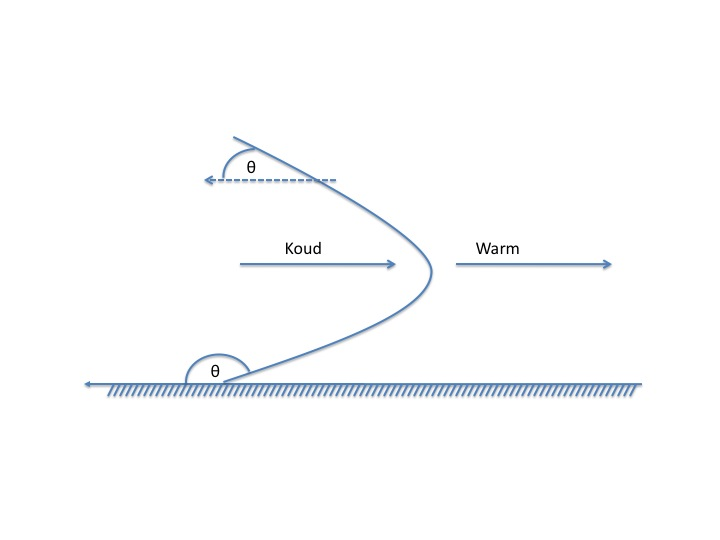
Weersfront.

De formule van Margules, genoemd naar Max Margules (die de formule in 1906 formuleerde), definieert de helling van een weersfront (Θ) op een hoogte z als:
{\displaystyle \tan(\Theta )={\frac {2\Omega _{z}}{g}}{\frac {\rho v_{y}-\rho 'v_{y}'}{\rho -\rho '}}={\frac {2v_{y}\Omega _{z}}{g}}{\frac {1-{\frac {\rho 'v_{y}'}{\rho v_{y}}}}{1-{\frac {\rho '}{\rho }}}}}
Hierin is g de valversnelling (ca. 10 m/s2),  {\displaystyle \rho } en {\displaystyle \rho '} de luchtdichtheid,  {\displaystyle v_{y}} en {\displaystyle v_{y}'}  de windsnelheid aan het koude respectievelijke warme front, en {\displaystyle \Omega _{z}} de hoeksnelheid van de aarde op hoogte z (ca. 5 × 10−5 s−1).
Met de tweede wet van Gay-Lussac volgt:
{\displaystyle \tan(\Theta )={\frac {2\Omega _{z}}{g}}{\frac {Tv_{y}-T'v_{y}'}{T-T'}}\asymp {\frac {2\Omega _{z}}{g}}T_{M}{\frac {\Delta v}{\Delta T}}}
waarbij TM de gemiddelde temperatuur is en de Δ het verschil in snelheid en temperatuur aangeeft. 
Zo zal bij een windsnelheidsverschil van  30 m/s en een temperatuurverschil van 10 graden (32 en 22 °C, dus 305 en 295 K) volgen dat {\displaystyle Tan(\Theta )=0,009}. Een front van 8,1 km hoogte zal zich aldus uitstrekken over 900 km.